# Coccobius
Coccobius är ett släkte av steklar. Coccobius ingår i familjen växtlussteklar.

## Dottertaxa tillCoccobius, i alfabetisk ordning[1]
- Coccobius abdominis
- Coccobius addisoni
- Coccobius aligarhensis
- Coccobius annulicornis
- Coccobius atrithorax
- Coccobius azumai
- Coccobius bifasciatus
- Coccobius binotatus
- Coccobius borovkovi
- Coccobius capensis
- Coccobius ceroplastidis
- Coccobius chaoi
- Coccobius comperei
- Coccobius confusus
- Coccobius contigaspidis
- Coccobius costulatus
- Coccobius curtifuniculatus
- Coccobius cussoniae
- Coccobius danzigae
- Coccobius debachi
- Coccobius decemguttatus
- Coccobius diaspidis
- Coccobius donatellae
- Coccobius ephedraspidis
- Coccobius euphorbiae
- Coccobius fijiensis
- Coccobius flaviceps
- Coccobius flaviclavus
- Coccobius flavicornis
- Coccobius flavidus
- Coccobius flaviventris
- Coccobius fulvus
- Coccobius furviflagellatus
- Coccobius furvus
- Coccobius fusciventris
- Coccobius gracilis
- Coccobius graminis
- Coccobius granati
- Coccobius howardi
- Coccobius indefinitus
- Coccobius ineditus
- Coccobius intermedius
- Coccobius juliae
- Coccobius kurbani
- Coccobius languidus
- Coccobius longialatus
- Coccobius longifuniculatus
- Coccobius lucaris
- Coccobius luteolus
- Coccobius maculatus
- Coccobius mesasiaticus
- Coccobius mirus
- Coccobius multicolor
- Coccobius nigriceps
- Coccobius nigriclavus
- Coccobius noaeae
- Coccobius octavia
- Coccobius odonaspidis
- Coccobius paolii
- Coccobius pistacicolus
- Coccobius popei
- Coccobius pullus
- Coccobius reticulatus
- Coccobius seminotus
- Coccobius stanfordi
- Coccobius subflavus
- Coccobius subterraneus
- Coccobius sumbarensis
- Coccobius superbus
- Coccobius sybariticus
- Coccobius testaceus
- Coccobius townsendi
- Coccobius udakamundus
- Coccobius uvae
- Coccobius varicornis
- Coccobius viggianii
- Coccobius virgilii
- Coccobius wuyiensis